# Big Night
Big Night è un film del 1996, diretto da Stanley Tucci e Campbell Scott.

## Trama
Primo e Secondo Pileggi sono due fratelli cuochi italiani, di origine abruzzese ed emigrati negli Stati Uniti d'America, dove hanno aperto un ristorante in una cittadina della East Coast. I due fratelli, molto diversi tra loro, si scontrano su come gestire il locale: Primo, il maggiore nonché lo chef, è molto legato alla tradizione della cucina italiana e non vuole scendere a compromessi mentre Secondo, che funge da maître, cerca di accontentare i gusti dell'ancora sparuta clientela, che ha un'idea distorta della tradizione culinaria. Sfortunatamente gli affari vanno rovinosamente, non solo perché la clientela è composta prevalentemente da nullatenenti, ma soprattutto a causa della spietata concorrenza di un altro emigrato, l'anziano Pascal, dedito alla criminalità e al racket degli altri ristoratori di zona.
Pascal è titolare di un ristorante italiano di grido, sempre pieno, dove la cucina tricolore viene trattata secondo quegli stereotipi "a stelle e strisce" che fanno inorridire Primo, che infatti aveva rifiutato di lavorarvi. Nonostante la conoscenza che lo legava ai due fratelli, ai quali si rivolge sempre in tono carezzevole, Pascal rifiuta un prestito a Secondo, probabilmente dopo avere scoperto la relazione di Secondo con la sua giovane moglie, e decide di dare la spallata finale all'attività dei due: facendo credere loro che il celebre cantante italoamericano Louis Prima avrebbe cenato nel loro ristorante, e fingendo di avere organizzato il tutto, li convince a dare fondo alle loro ultime risorse economiche per un banchetto degno del personaggio, la cui presenza, sotto forma di pubblicità, avrebbe dovuto far decollare finalmente il ristorante.
Invitatosi lo stesso Pascal (estimatore della cucina di Primo) con alcuni amici, che poi gusteranno la ricca cena nella vana attesa dell'artista, la serata scorre con la consapevolezza sempre più crescente del raggiro da parte di Pascal nei confronti dei due fratelli, che si palleggeranno responsabilità e colpe del loro fallimento in un'accesa lite sulla spiaggia, salvo poi rappacificarsi la mattina seguente davanti a pane e frittata, in attesa di decidere come affrontare il loro futuro.

## Distribuzione
Il film è stato presentato in anteprima al Sundance Film Festival. È stato poi distribuito nelle sale statunitensi il 26 settembre 1996, mentre in quelle italiane il 7 marzo 1997.

## Accoglienza
Il film è stato accolto positivamente dalla critica. Sull'aggregatore di recensioni Rotten Tomatoes registra un indice di gradimento del 96% basato su 56 recensioni con un voto medio di 8.1 su 10. Il consenso critico dichiara: "Le performance in Big Night sono meravigliose e il cibo è delizioso". Su Metacritic ha invece un punteggio di 80 su 100 basato su 23 recensioni.
Il critico Roger Ebert ha assegnato al film 4 stelle (su 4) scrivendo: «Big Night è uno dei grandi film sul cibo, eppure è molto di più. Tratta il cibo non come soggetto ma come linguaggio, il linguaggio attraverso il quale si può parlare agli dei, creare, sedurre, aspirare alla perfezione».

## Riconoscimenti
- Festival del cinema americano di Deauville 1996: Premio della giuria
- Independent Spirit Awards 1997: miglior sceneggiatura d'esordio